# Pascal Plisson
Pascal Plisson (1959, París) es un director, guionista y documentalista francés.

## Trayectoria
Pascal Plisson proviene de una familia burguesa del oeste de París. Dejó sus estudios a los 15 años para viajar y realizar trabajos ocasionales. Se convirtió en cazador alpino y luego rastreador en Val d'Isère a principios de los años 1980. Luego filma a los turistas en sus excursiones a las montañas, aprendiendo cine en el trabajo.
Plisson es un director autodidacta que comenzó su carrera en 1984 realizando reportajes (en particular reportajes deportivos dedicados al polo) en el continente americano para diversas cadenas de televisión. En 1994 pasó a rodar en 16 mm y se especializó en documentales dedicados a personas que viven en condiciones extremas: Los Rovers de Siberia, Siberia tierra de sed, Australia 50° de soledad, y otras.
A partir de 1997 se especializó en la realización de documentales sobre África, que exploró durante muchos años. En particular, vivió durante varios años en Kenia y Tanzania  donde realizó películas para National Geographic, la BBC y Canal+.  En 2003 se dio a conocer al gran público dirigiendo un primer largometraje dedicado a los guerreros Massai. Pascal Plisson conocía bien a los guerreros Massai porque le ayudaban a encontrar y matar a los animales que filmaba como parte de su trabajo como realizador de documentales sobre animales. Su productor, Stéphane Parthenay, fascinado por su viaje de exploración a África, le propuso realizar una película de ficción. La película recibió una acogida bastante buena por parte de los críticos que elogiaron unánimemente la calidad de las imágenes sin embargo la película no fue un éxito en los cines.
La consagración llegó 8 años después gracias al documental Camino a la escuela,que obtuvo un éxito unánime de crítica y un éxito sorprendente en las salas con más de 1,2 millones de espectadores en Francia. La película muestra la voluntad y determinación de cuatro niños de llegar diariamente a su escuela en cuatro países en desarrollo (Marruecos, Kenia, India y Argentina). Fue especialmente aclamada por los profesores que llevaron a sus alumnos siendo vista por escuelas enteras. La película también ganó el premio César a la mejor película documental.
En el 2025 ha estrenado We have a dream, también una película documental, que cuenta la historia de niños y niñas con distintos tipos de discapacidad.
Es padre de dos hijas, Prune Plisson y Tracy Plisson. También es tío del jugador de rugby francés Jules Plisson.

## Filmografía

### Director
- 2003: Massai, los guerreros de la lluvia
- 2005: Los misterios de Clipperton
- 2012: Camino a la escuela
- 2015: El gran día[6]
- 2020: Gogó
- 2023: We have a dream

### Guionista
- 2003: Massai, los guerreros de la lluvia
- 2009: Safari, dirigida por Olivier Baroux
- 2012: Camino a la escuela
- 2015: El gran día

## Reconocimientos
- 2014: César al mejor documental por Camino a la escuela.
- 2014: Premio Henri-Langlois de Cine Documental por Camino a la escuela.
- 2014: Premio INIS del 17 Festival Internacional de Cine Infantil de Montreal por Camino a la escuela